# Manifiesto de los intelectuales fascistas
El Manifiesto de los intelectuales fascistas, publicado el 21 de abril de 1925 en los principales diarios del país, fue el primer documento ideológico de la parte de la cultura italiana que adhirió al régimen fascista. Este fue redactado por Giovanni Gentile y firmado por los más importantes pensadores fascistas, entre ellos Filippo Tommaso Marinetti o Gabriele D'Annunzio.

## Historia

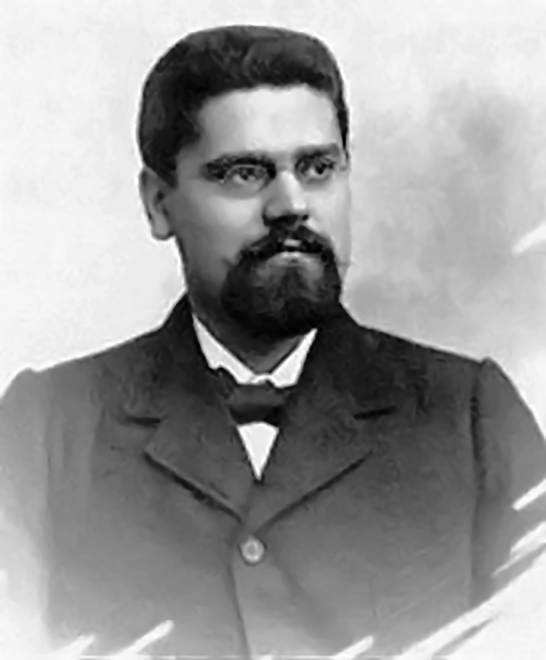
Giovanni Gentile, considerado el más influyente teórico fascista.

La primera Conferencia de las instituciones fascistas de Cultura fue organizado en Bolonia entre el 29 y 30 marzo de 1925 por Franco Ciarlantini, responsable de la oficina de impresión y propaganda del Partido Nacional Fascista, para mejor coordinar iniciativas y actividades culturales del fascismo, promovió el Manifiesto de los intelectuales fascistas a los intelectuales de todas las Naciones, que fue redactado por Giovanni Gentile.
El manifiesto fue publicado en "El Pueblo de Italia", periódico del Partido Nacional Fascista, el 21 de abril de 1925 y en los días posteriores en casi toda la prensa italiana. El texto fue firmado por los intelectuales acordados en Bolonia y por muchos otros pensadores que no se añadieron.
Los intelectuales fascista también organizaron una conferencia sobre la libertad y liberalismo organizado por el filósofo y ministro de educación Giovanni Gentile. La secretaria de la conferencia comunicó a la prensa que estuvieron presentes unos cuatrocientos intelectuales fascistas,[cita requerida] de los cuales doscientos cincuenta comunicaron su adhesión públicamente, entre los cuales treinta y tres eran judíos.
El Manifiesto, de hecho, constituye, por un lado, una tentativa de indicar las bases políticas y culturales de la ideología fascista al pueblo italiano, y por otro de justificar las posturas antiliberales y promover a la gente el uso de la violencia contra los disidentes del gobierno de Mussolini
En respuesta al Manifiesto de Gentile, Benedetto Croce y Giovanni Amendola redactaron el Manifiesto de los intelectuales antifascistas, que fue publicado el 1 de mayo de 1925 en "Il Mondo", y al igual que Gentile, buscó reunir a un grupo de intelectuales firmantes.

## Los firmantes del Manifiesto de Gentile
Entre los 250 firmatarios del manifiesto, los más notables son:
- Bruno Barilli
- Luigi Barzini
- Antonio Beltramelli
- Vittorio Cian
- Guelfo Civinini
- Ernesto Codignola
- Gabriele D'Annunzio
- Salvatore Di Giacomo
- Pericle Ducati
- Francesco Ercole
- Luigi Federzoni
- Giovanni Gentile (promotor)
- Curzio Malaparte
- Filippo Tommaso Marinetti
- Ferdinando Martini
- Ernesto Murolo
- Ugo Ojetti
- Alfredo Panzini
- Salvatore Pincherle
- Luigi Pirandello
- Ildebrando Pizzetti
- Corrado Ricci
- Vittorio G. Rossi
- Margherita Sarfatti
- Ardengo Soffici
- Arrigo Solmi
- Ugo Spirito
- Giuseppe Ungaretti
- Gioacchino Volpe
- Guido da Verona
- Giulio Aristide Sartorio

## Obra
El Fascismo es un movimiento antiguo y reciente en el espíritu italiano, conectado íntimamente a la historia de la Nación italiana, pero no carente de interés para todas las otras naciones. Sus orígenes inmediatos se remontan a 1919, cuando en torno a Benito Mussolini se reúne un puñado de hombres, veteranos de las trincheras y dispuestos a combatir enérgicamente la política democrática liberal, entonces imperante. Esta política veía en la Gran Guerra, de la que el pueblo italiano había salido victorioso, pero agotado, solamente sus conveniencias materiales y dejaba desperdiciar, si no es que negaba abiertamente, el valor moral. La presentaba a los italianos desde un punto de vista mezquinamente individualista y utilitario, como suma de sacrificios por los cuales ninguno, por su parte, debía ser compensado en proporción al daño sufrido. Guerra en donde se dio una presuntuosa y amenazante contraposición del sector privado con el Estado, un desconocimiento de su autoridad, una disminución del prestigio del ejército y los valores nacionales —símbolos de la Nación, muy por encima de los individuos y de las categorías particulares de los ciudadanos—, y un desenfreno de las pasiones y de los instintos inferiores, fomento de disgregaciones sociales, de degeneración moral, de espíritu egoísta e inconsciente en contra de toda ley y disciplina. El individuo contra el Estado: expresión típica del aspecto político de la corrupción de los ánimos intolerantes a toda norma superior de vida humana que rija vigorosamente y contenga los sentimientos y los pensamientos de cada cual. El Fascismo, por lo tanto, fue en sus orígenes un movimiento político y moral. En política sintió y propugnó, como palestra de abnegación y sacrificio del individuo, una idea en la cual pudiese encontrar la razón de su vida, su libertad y todo su derecho. Idea que es Patria como ideal, como ideal que se viene realizando históricamente sin jamás agotarse; tradición histórica determinada e individualizada de civilización, más que tradición en la conciencia del ciudadano, le-los de permanecer memoria muerta del pasado, se hace personalidad consciente de un fin para actuar; la tradición es, por lo tanto, su misión.

De aquí el carácter espiritual del fascismo. Este carácter espiritual y por ello intransigente, explica el método de lucha seguido por el Fascismo durante los cuatro años que van del 19 al 22. Los fascistas eran minoría en el país y en el Parlamento, en donde entraron en
pequeño núcleo durante las elecciones de 1921. El Estado constitucional era por ello, y debía serlo, antifascista, porque era el Estado de la mayoría y el Fascismo tenía en su contra a este Estado que se decía liberal. Y era liberal, pero del liberalismo agnóstico y abdicatorio, que no conoce sino la libertad exterior. El Estado que permanece extraño a la conciencia del libre ciudadano, es casi un mecánico sistema frente a la actividad de cada cual. No era por eso, evidentemente, el Estado anhelado de los socialistas, aun cuando los representantes del híbrido democratizante y parlamentarista se hubieran venido adaptando, también en Italia, a esta concepción individualista de la política. Pero no era ni siquiera el Estado cuya idea había actuado potentemente en el periodo heroico italiano de nuestro Risorgimento, cuando el Estado había surgido de la obra de restringidas minorías, fuertes por la fuerza de una idea a la que los individuos se habían plegado de diversos modos y que fue fundado con el gran programa de rehacer a los italianos, después de haberles dado independencia y unidad. Contra tal Estado, el Fascismo se cimentó también con la fuerza de su idea, la cual, gracias a la fascinación que siempre ejerce toda idea espiritual que invita al sacrificio, atrajo en torno a sí a un número rápidamente creciente de jóvenes, llegando a ser el partido de los jóvenes (como después de los movimientos del 31, de análogo deseo político y moral, surgió la "Joven Italia" de Giuseppe Mazzini). ¡Este partido tuvo también su himno de la juventud que es cantado por los fascistas con exultante alegría del corazón. Y comenzó a ser, como la "Joven Italia" mazziniana, la fe de todos los italianos, desdeñosos del pasado y ansiosos de renovación. Fe, como toda fe que choca contra una realidad, constituida para romper y fundir en el caldo de cultivo las nuevas energías, y plasmarlas en conformidad al nuevo ideal ardiente e intransigente. Era la fe misma madurada en las trincheras y en el repensar intenso acerca del sacrificio consumado en los campos de batalla, por el único fin que pudiese justificarlo: la vida y la grandeza de la Patria. Fe enérgica, violenta, dispuesta a no respetar nada que se opusiera a la vida o a la grandeza de la patria. Surge así el "escuadrismo": jóvenes resueltos, armados, vistiendo las camisas negras, ordenados militarmente, se opusieron a la ley para instaurar una nueva ley; fuerza armada contra el Estado para fundar el nuevo Estado. El "escuadrismo" actuó contra las fuerzas disgregadoras anti-nacionales cuya actividad culminó en la huelga general de julio de 1922, cuando columnas armadas de fascistas, después de haber ocupado los edificios públicos de las provincias, marcharon sobre Roma. La Marcha sobre Roma, en los días en que se realizó y aún antes, tuvo sus muertos, sobre todo en el Valle Padano. Ella, como en todos los actos audaces de alto contenido moral, se realizó primeramente ante la maravilla, después ante la admiración y finalmente ante el aplauso universal. Por lo que pareció que, de un momento a otro, el pueblo italiano había encontrado su unanimidad entusiasta de vísperas de la guerra, pero aún más vibrante, debido a la conciencia de la victoria ya lograda y de la nueva onda de fe restauradora que vino a reanimar a la Nación Victoriosa sobre el nuevo camino fatigoso de la urgente restauración de sus fuerzas financieras y morales. 

Mientras cesaban el escuadrismo y el ilegalismo, se delineaban los elementos del régimen seguidos por el Fascismo. Entre el 29 v el 30 de octubre regresaron de Roma, en el máximo orden, los 50.000 camisas negras que desde las provincias habían marchado sobre la Capital. Partieron, después de haber desfilado con una señal de su Duce, ya Jefe del Gobierno y alma de la nueva Italia augurada por el Fascismo. ¿Había terminado la revolución? En cierto sentido, sí. El escuadrismo ya no tenía razón de ser. Fue creada la M.V.S.N. (Milicia Voluntaria para la Seguridad Nacional), para introducir en las fuerzas armadas del Estado a los antiguos escuadristas y los valores revolucionarios. Pero el Estado no es el Gobierno y el Gobierno esperaba todavía, entre el consenso de las grandes mayorías italianas que ven en el Fascismo la fuerza política más pujante y capaz de expresarse desde el seno de la Nación y disciplinar todas sus fuerzas, la transformación ele la legislación que en el Estado debe encontrar hoy la forma más adecuada a las corrientes sociales y a las exigencias espirituales del pueblo italiano. Esta transformación tiene lugar gradualmente, en medio de un perfecto orden público, bajo un régimen financiero severo que ha nivelado el presupuesto desequilibrado (balance ruinoso) de la post-guerra, a través del reordenamiento del Ejército, de la magistratura y de las instituciones educacionales, sin descalabros ni incertidumbre, aun cuando no hayan faltado ni falten oscilaciones de la opinión pública. Ésta era agitada violentamente por una prensa que obstinada en una posición, tanto más obstinada cuanto más desesperanzada de toda posibilidad de regreso al pasado, aprovechaba cada error y cada incidente para instigar al pueblo contra la dura y tenaz obra constructiva del nuevo gobierno. Pero los extranjeros han venido a Italia, sobrepasando el cerco de fuego creado en torno a la Italia fascista con andanadas de prohibiciones, con las cuales una feroz propaganda escrita y verbal, interna y externa, de italianos y no italianos, ha tratado de aislar a la Italia fascista, calumniándola como un país caído en manos del arbitrio más violento y más cínico que niega toda libertad civil legal y toda garantía de justicia. Los extranjeros que han podido ver con sus propios ojos esta Italia, que han podido escuchar con sus propios oídos a los nuevos italianos y vivir su vida material y moral, han comenzado a envidiar el orden público reinante hoy en Italia. Después se han interesado en el espíritu que se esfuerza cada día más por posesionarse de esta máquina tan bien ordenada y han comenzado a sentir que aquí late un corazón lleno de humanidad, aunque sacudido por una exasperante pasión patriótica, ya que la Patria del fascista es pues la Patria que vive-v vibra en el pecho de todo hombre civilizado, aquella Patria donde el sentimiento se ha convulsionado por todas partes en la tragedia de la guerra, y vigila, en cada país, y debe vigilar la salvaguardia de intereses sagrados, aún después de la guerra, más bien por efecto de la guerra que ya nadie puede creer sea la última. Esta Patria es, pues, reconsagración de las instituciones y los valores patrios, que son la constancia de la civilización en el flujo en la perennidad de las tradiciones. Y es escuela de subordinación de aquello que es particular e inferior a aquello que es universal e inmortal. Es respeto a la ley y a la disciplina. Es: libertad, pero libertad para conquistarla dentro de la ley que se instaura con la renuncia a todo aquello que es pequeño arbitrio y veleidad irracional y disipadora. Es concepción austera de la vida y seriedad religiosa que no distingue la teoría de la práctica, el decir del hacer, y no pinta ideales magníficos para relegarlos fuera de este mundo, donde entre tanto, se puede continuar viviendo vil y miserablemente. Pero es un duro esfuerzo el idealizar la vida y expresar los propios convencimientos en la misma acción, o con palabras que sean ellas mismas acciones, comprometiendo a quien las pronuncia y comprometiendo con él al mundo mismo del cual él es parte viva y responsable en cada instante del tiempo, en cada secreto respiro de la conciencia. Este ideal es un ideal, pero un ideal por el cual se lucha en la Italia de hoy, con muy fieros contrastes que demuestran que se hace en serio y que hay fe en las almas. El Fascismo, como todos los grandes movimientos, se hace siempre más fuerte, más capaz de atracción y de absorción, más eficiente y engranado en el mecanismo de los espíritus, de las ideas, de los intereses y las instituciones; en suma, en la unión viva del pueblo italiano. Y entonces, ya no es el caso de contar y medir a cada hombre, sino de mirar y evaluar la idea que, como toda idea verdadera, es decir, viva, dotada de una potencia propia, no es hecha por los hombres, sino para los hombres...
Giovanni Gentile